# Alma (Illinois)
Alma – wieś w Stanach Zjednoczonych, w stanie Illinois, w hrabstwie Marion.